# Rockin' the Suburbs
Rockin' the Suburbs è il primo album in studio da solista del cantautore statunitense Ben Folds, pubblicato nel 2001.

## Tracce
Testi e musiche di Ben Folds, eccetto dove indicato..
1. Annie Waits – 4:17
2. Zak and Sara – 3:11
3. Still Fighting It – 4:25
4. Gone – 3:22
5. Fred Jones Part 2 – 3:45
6. The Ascent of Stan – 4:14
7. Losing Lisa – 4:10 (testo: Folds, Frally Hynes)
8. Carrying Cathy – 3:49
9. Not the Same – 4:17
10. Rockin' the Suburbs – 5:00
11. Fired – 3:49
12. The Luckiest – 4:44
13. Hiro's Song (Bonus track) – 4:23